# 12069 Michaelbruno
12069 Michaelbruno è un asteroide della fascia principale. Scoperto nel 1998, presenta un'orbita caratterizzata da un semiasse maggiore pari a 2,2581059 au e da un'eccentricità di 0,1790053, inclinata di 7,13691° rispetto all'eclittica.